# Höri
Höri est une commune suisse du canton de Zurich, située dans le district de Bülach.